# Rothensand
Rothensand ist ein Gemeindeteil des Marktes Hirschaid im oberfränkischen Landkreis Bamberg in Bayern mit 340 Einwohnern. Das Dorf liegt zwischen Sassanfahrt und Kleinbuchfeld im oberfränkischen Landkreis Bamberg.

## Geschichte
Im Jahr 915 übergab Priester Niethard neben anderen Anwesen den Ort „Rotensant“ an das Kloster in Fulda. Der Name entstand durch den gelbroten Sandboden der Räto-Liasplatte. Kirchlich gehörte Rothensand bis 1455 zur Mutterpfarrei Seußling und wurde später Schnaid zugeteilt. Rothensand gehört zum Erzbistum Bamberg.
Der Ort wurde am 1. Mai 1978 im Zuge der Gebietsreform in Bayern nach Hirschaid eingemeindet.